# Sabrosa
Sabrosa es una villa portuguesa perteneciente al distrito de Vila Real, en la región de Trás-os-Montes (Norte) y la comunidad intermunicipal Duero, con cerca de 1200 habitantes.
Es sede de un municipio con 156,45 km² de área y 5548 habitantes (en 2021), subdividido en doce freguesias. El municipio limita al norte con los municipios de Vila Pouca de Aguiar, al este por Alijó, al sureste con São João da Pesqueira, al sur con Tabuaço y Armamar y al oeste con Peso da Régua y Vila Real. Su existencia comenzó en 1836 por desmembramiento de Vila Real.
En octubre de 2014, se firmó el hermanamiento entre la ciudad de Puerto San Julián, en Argentina, y la ciudad de Sabrosa.
Lo más destacado de la Villa de Sabrosa es que fue el lugar de nacimiento del famoso explorador Fernando de Magallanes

## Demografía
| Gráfica de evolución demográfica de Sabrosa entre 1864 y 2021 |
|                                                               |
| Datos según el nomenclátor publicado por el INE portugués.    |

## Organización territorial
El municipio de Sabrosa está formado por doce freguesias:
- Celeirós
- Covas do Douro
- Gouvinhas
- Paços
- Parada de Pinhão
- Provesende, Gouvães do Douro e São Cristóvão do Douro
- Sabrosa
- São Lourenço de Ribapinhão
- São Martinho de Antas e Paradela de Guiães
- Souto Maior
- Torre do Pinhão
- Vilarinho de São Romão

## Hermanamientos
- Puerto San Julián, provincia de Santa Cruz, Argentina
- Guetaria, España[cita requerida]